# Championnat d'Italie de rugby à XV 1984-1985
Navigation
Serie A 1983-1984 Serie A 1985-1986
Le Championnat d'Italie de rugby à XV 1984-1985 oppose les seize meilleures équipes italiennes de rugby à XV. Le championnat débute en 1984 et se termine en 1985. Les 16 équipes participent à ce championnat avec 2 groupes de huit clubs chacun. Les 4 premiers disputent le tour final et les quatre derniers la poule de relégation. Une nouvelle équipe rejoint l'élite pour la 1re fois : l'A.S. Rugby Mirano, club de la région vénitienne fondé en 1957. Par ailleurs, l'Amatori Milan fait son retour en Série A après 16 ans d'absence : son entraîneur, Marco Bollesan, sera nommé sélectionneur de l'équipe nationale à l'issue de la saison.
Le Petrarca Padoue, emmené par une jeune entraîneur de 33 ans, Vittorio Munari, remporte le championnat pour la neuvième fois.

## Équipes participantes
Les seize équipes sont les suivantes :
| - Amatori Catane - Amatori Milan - Scavolini L'Aquila - Benetton Rugby Trévise - Icomatic Brescia - S.S. Lazio Birra Peroni - Lyons Demafil - MAA Assicurazioni Milano | - Mirano Blue Dawn - Mogliano Lee Jeans - Parma - Petrarca Padoue - Young Club Rugby Roma - Sanson Rovigo - San Donà Fracasso - Tre Pini Padova |

## Phase de groupe

### Groupe A
| Rang | Club                | J  | V  | N | D  | Pm  | Pe  | Diff | Pts |
| ---- | ------------------- | -- | -- | - | -- | --- | --- | ---- | --- |
| 1    | L'Aquila Rugby      | 14 | 12 | 0 | 2  | 396 | 128 | +268 | 24  |
| 2    | Rugby Parma         | 14 | 10 | 1 | 3  | 316 | 136 | +180 | 21  |
| 3    | Petrarca Padoue (T) | 14 | 9  | 1 | 4  | 240 | 97  | +143 | 19  |
| 4    | Rugby Rome          | 14 | 7  | 1 | 6  | 175 | 224 | -49  | 15  |
| 5    | Mirano Blue Dawn    | 14 | 5  | 1 | 8  | 145 | 324 | -179 | 11  |
| 6    | Lyons Demafil       | 14 | 5  | 1 | 8  | 145 | 324 | -179 | 11  |
| 7    | Mogliano Lee Jeans  | 14 | 4  | 0 | 10 | 101 | 173 | -72  | 8   |
| 8    | SS Lazio            | 14 | 1  | 1 | 12 | 144 | 345 | -201 | 3   |

|  | Qualifiés pour le tour final (no 1, no 2, no 3, no 4) |
|  | T : tenant du titre 1984                              |

Attribution des points :  victoire : 2, match nul : 1, défaite : 0.

### Groupe B
| Rang | Club                     | J  | V  | N | D  | Pm  | Pe  | Diff | Pts |
| ---- | ------------------------ | -- | -- | - | -- | --- | --- | ---- | --- |
| 1    | Rugby Brescia            | 14 | 11 | 0 | 3  | 219 | 169 | +50  | 22  |
| 2    | Benetton Trévise         | 14 | 9  | 1 | 4  | 340 | 99  | +241 | 19  |
| 3    | Rugby Rovigo             | 14 | 9  | 1 | 4  | 276 | 155 | +121 | 19  |
| 4    | Amatori Catane           | 14 | 8  | 1 | 5  | 176 | 175 | +1   | 17  |
| 5    | San Donà Fracasso        | 14 | 5  | 1 | 8  | 202 | 173 | +29  | 16  |
| 6    | Amatori Rugby Milan      | 14 | 4  | 0 | 10 | 147 | 276 | -129 | 8   |
| 7    | MAA Assicurazioni Milano | 14 | 3  | 0 | 11 | 151 | 341 | -190 | 6   |
| 8    | Tre Pini Padova          | 14 | 2  | 1 | 11 | 136 | 310 | -174 | 5   |

|  | Qualifiés pour le tour final (no 1, no 2, no 3, no 4) |

Attribution des points :  victoire : 2, match nul : 1, défaite : 0.

## Tour final
| Rang | Club             | J  | V  | N | D  | Pm  | Pe  | Diff | Pts |
| ---- | ---------------- | -- | -- | - | -- | --- | --- | ---- | --- |
| 1    | Petrarca Padoue  | 14 | 11 | 2 | 1  | 281 | 84  | +197 | 24  |
| 2    | Benetton Trévise | 14 | 10 | 0 | 4  | 283 | 145 | +138 | 20  |
| 3    | Rugby Parma      | 14 | 9  | 1 | 4  | 319 | 154 | +165 | 19  |
| 4    | L'Aquila Rugby   | 14 | 9  | 1 | 4  | 278 | 131 | +147 | 19  |
| 5    | Rugby Rovigo     | 14 | 7  | 0 | 7  | 188 | 251 | -63  | 14  |
| 6    | Amatori Catane   | 14 | 4  | 0 | 10 | 130 | 347 | -217 | 8   |
| 7    | Rugby Rome       | 14 | 3  | 0 | 11 | 165 | 348 | -183 | 6   |
| 8    | Rugby Brescia    | 14 | 1  | 0 | 13 | 132 | 319 | -187 | 2   |

|  | Vainqueur (no 1) |

Attribution des points :  victoire : 2, match nul : 1, défaite : 0.

## Tour relégation
| Rang | Club                     | J  | V  | N | D  | Pm  | Pe  | Diff | Pts |
| ---- | ------------------------ | -- | -- | - | -- | --- | --- | ---- | --- |
| 1    | San Donà Fracasso        | 14 | 12 | 0 | 2  | 281 | 121 | +160 | 24  |
| 2    | Lyons Demafil            | 14 | 8  | 1 | 5  | 152 | 133 | +19  | 17  |
| 3    | Amatori Rugby Milan      | 14 | 8  | 1 | 5  | 194 | 190 | +4   | 17  |
| 4    | MAA Assicurazioni Milano | 14 | 7  | 1 | 6  | 134 | 171 | -37  | 15  |
| 5    | Tre Pini Padova          | 14 | 7  | 0 | 7  | 164 | 146 | +18  | 14  |
| 6    | SS Lazio                 | 14 | 5  | 1 | 8  | 158 | 194 | -36  | 11  |
| 7    | Mirano Blue Dawn         | 14 | 5  | 0 | 9  | 132 | 196 | -64  | 10  |
| 8    | Mogliano Lee Jeans       | 14 | 2  | 0 | 12 | 114 | 179 | -65  | 4   |

|  | Relégués (no 5, no 6, no 7, no 8) |

Attribution des points :  victoire : 2, match nul : 1, défaite : 0.

## Vainqueur
| Entraîneur | Entraîneur             | Vittorio Munari              |
| Avants     | Pilier                 | Ragazzi, Tiso                |
| Avants     | Talonneur              | D. Rinaldo                   |
| Avants     | Deuxième ligne         | G. Zorzi                     |
| Avants     | Troisième ligne aile   | Bonaiti, Crescente, Gasparin |
| Avants     | Troisième ligne centre |                              |
| Arrières   | Demi de mêlée          |                              |
| Arrières   | Demi d'ouverture       |                              |
| Arrières   | Centre                 | Dell'Uomo, Minozzi, Putti    |
| Arrières   | Ailier                 | Scanferla                    |
| Arrières   | Arrière                | Campese, Vigolo              |